# Ovidiu Cernăuțeanu
Ovidiu „Ovi“ Cernăuțeanu (* 23. August 1974 in Botoșani), auch unter den Namen Ovi Martin, Ovidiu Jacobsen oder Bill Martin bekannt, ist ein rumänisch-norwegischer Sänger und Komponist, der 2010 und 2014 gemeinsam mit der Sängerin Paula Seling für Rumänien am Eurovision Song Contest teilnahm.

## Biografie

### Frühe Karriere
Ovidiu Cernăuțeanu wurde im Nordosten Rumäniens geboren. Bereits als Kind fand er Gefallen an der Musik und gewann im Alter von 14 Jahren den rumänischen Gesangswettbewerb Florile Dragostei. Daraufhin sammelte er Erfahrung in verschiedenen Bands unter anderem gemeinsam mit seinem Vater und seinem früheren Musiklehrer.
Anfang der 1990er Jahre schlug die illegale Einreise nach Deutschland mit einem Freund fehl, mit dem Cernăuțeanu ein Demoband aufgenommen hatte. Im Alter von 18 Jahren reiste er dann mit seinen Bandkollegen nach Tokio. Nach einem Jahr in Japan folgte er einem beruflichen Angebot nach Norwegen, wo er auch heiratete und unter dem Namen Ovidiu Jacobsen die norwegische Staatsangehörigkeit erhielt. In Anlehnung an Billy Joel verdiente er sich unter dem Künstlernamen Bill Martin lange Zeit als Klavierspieler in norwegischen und dänischen Bars seinen Lebensunterhalt.

### Eurovision Song Contest
Später veröffentlichte Cernăuțeanu in Grönland gemeinsam mit dem dänischen Musikproduzenten Morten Stjernholm mit Nanu Disco ein Dance-Album. 2006 nahm er unter dem Künstlernamen Ovi Martin am norwegischen Vorentscheid zum Eurovision Song Contest in Athen teil, dem Melodi Grand Prix. Mit dem von Even Olsen geschriebenen englischsprachigen Song The Better Side of Me schied er jedoch bereits in der Vorrunde aus. Im selben Jahr zerschlug sich laut eigenen Angaben eine Zusammenarbeit mit dem US-amerikanischen Musikproduzenten Preston Glass.
Anfang Februar 2009 veröffentlichte Cernăuțeanu mit This Gig Almost Got Me Killed sein erstes Album. Wenige Wochen später nahm er ein zweites Mal am norwegischen Melodi Grand Prix teil. Mit dem von Simone Larsen getexteten und komponierten Beitrag Seven Seconds (das mit dem gleichnamigen Welthit 7 Seconds von Youssou N’Dour und Neneh Cherry von 1994 nichts zu tun hat) gelangte er bis ins Finale, konnte sich aber beim Sieg des späteren ESC-Gewinners Alexander Rybak nicht unter die ersten Vier platzieren.

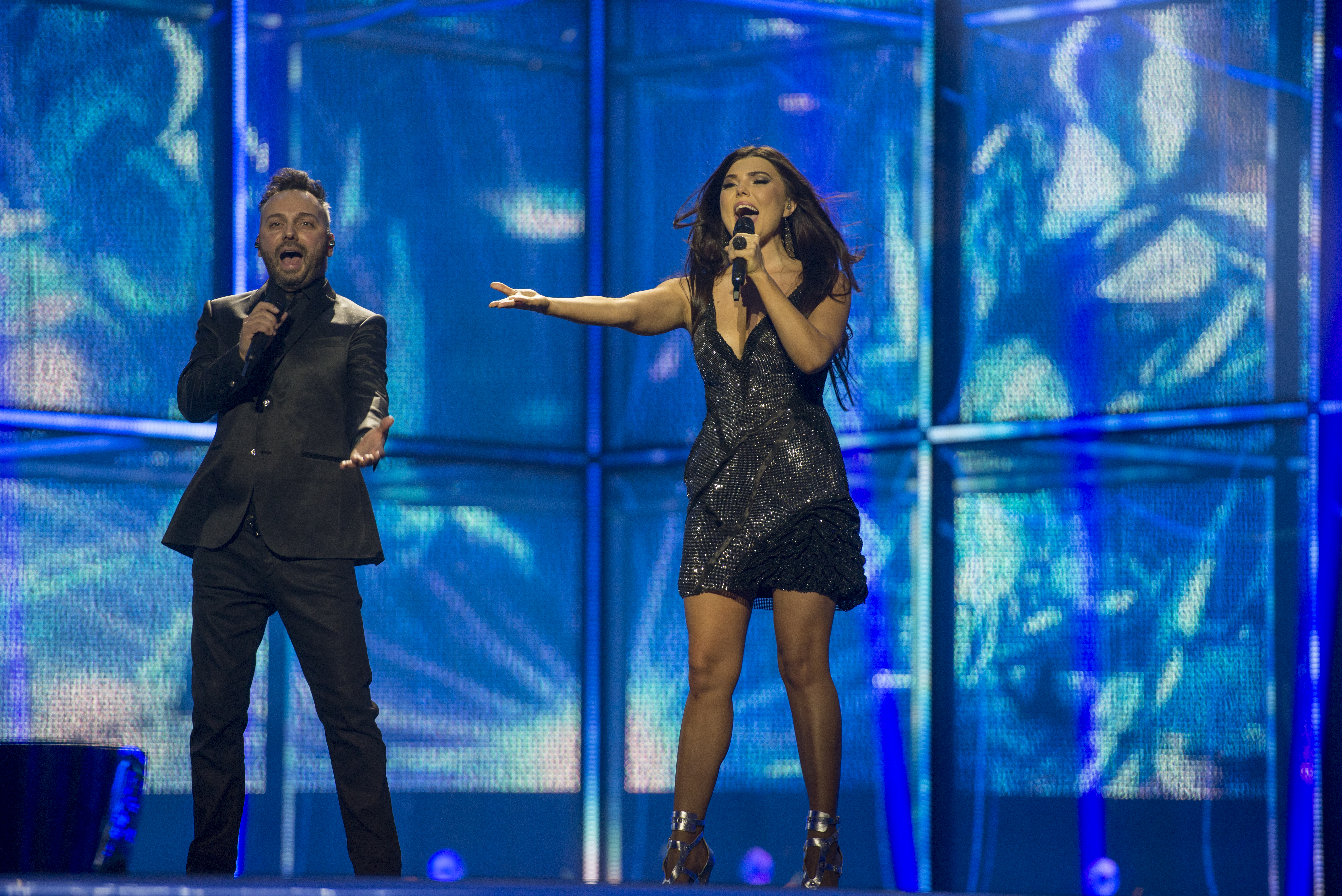
Paula Seling & Ovi (2014) in Kopenhagen

Nach der erneuten Niederlage beim norwegischen ESC-Vorentscheid reiste Cernăuțeanu in seine Heimat Rumänien, wo er im September 2009 am bekannten Musikfestival „Goldener Hirsch“ in Brașov teilnahm. Dort belegte er einen dritten Platz und gewann den Publikumspreis. In Brașov traf Cernăuțeanu auch auf die rumänische Sängerin Paula Seling, die bei der Veranstaltung als Jurorin fungierte und selbst mehrfach in der Vergangenheit erfolglos an der rumänischen ESC-Vorentscheidung teilgenommen hatte. Aus der Bekanntschaft entwickelte sich eine gemeinsame Zusammenarbeit, die in den Song Playing With Fire mündete. Mit der von Cernăuțeanu geschriebenen und komponierten englischsprachigen Klavier- und Gesangsnummer traten er und Seling Anfang März 2010 als Duo Paula Seling & Ovi beim rumänischen Vorentscheid für den Eurovision Song Contest an, der Selecția Națională. Die beiden konnten sowohl die Jury- als auch Telefonabstimmung für sich entscheiden und setzten sich gegen 15 weitere Kandidaten durch. Damit vertraten sie Rumänien beim 55. Eurovision Song Contest am 27. Mai 2010 in Oslo im zweiten Halbfinale. Sie schafften den Einzug in das zwei Tage später stattfindende Finale, wo sie hinter Lena aus Deutschland und der türkischen Band maNga den dritten Platz belegten.
Nach dem Sieg beim rumänischen Vorentscheid begannen Cernăuțeanu und Seling Ende März 2010 eine Promotion-Tour, die die beiden bis zu ihrem ESC-Auftritt in Oslo unter anderem durch Moldawien, Belgien, Österreich, Portugal und Griechenland führen soll. Das Musikvideo für Playing With Fire entstand zu großen Teilen in der rumänischen Region Siebenbürgen.
2014 vertrat er erneut zusammen mit Paula Seling Rumänien beim Eurovision Song Contest, diesmal mit dem Lied Miracle. Sie belegten im Finale den zwölften Platz.

### Privates
Ovidiu Cernăuțeanu ist Vater zweier Söhne.

## Diskografie
Alben
- 2009: This Gig Almost Got Me Killed
- 2014: A Bit of Pop Won’t Hurt Anyone